# Ліцензійована практична медсестра
Ліцензована практична медсестра (LPN) у більшості США та Канади — це медсестра, яка доглядає хворих, поранених, одужуючих або непрацездатних пацієнтів. У США ЛПМ працюють під керівництвом лікарів, лікарів середнього рівня та зареєстрованих медсестер. У Канаді ЛПМ / ЗПМ працюють автономно, аналогічно зареєстрованій медсестрі під наглядом лікаря і самостійно, повністю відповідаючи за свої рішення і дії. У Каліфорнії та Техасі таку медсестру називають ліцензованою професійною сестрою (англ. licensed vocational nurse, LVN). Ліцензійована професійна медсестра і ліцензійована практична медсестра вчаться по одній програмі. Різниця між двома позиціями заключається в департаментах праці.
Позиція ліцензійованої практичної медсестри в канадській провінції Онтаріо називається «зареєстрована практична медсестра» (RPNs).
У Сполучених Штатах програми навчання для отримання ліцензії практичної та професійної медсестри тривають близько року і проходять в професійно-технічних школах та громадських коледжах . Для отримання права на ліцензіювання, ліцензійовані практична та професійна медсестри повинні пройти державою програму навчання. Програма включає анатомію, фізіологію, хірургію для медсестер, педіатрію, акушерство, фармакологію, харчування та першу допомогу) та клінічну практику (як правило, в умовах лікарні, але іноді в інших місцях).

## Канада
В Онтаріо існує два основних види медсестер: зареєстровані медсестри (RNs), що повинні мати ступінь бакалавра в сестринській галузі (4 роки університету) та пройти практику. Дипломна програма зареєстрованих практичних медсестер триває 2-3 роки і є основою для вступу на практику.

## Велика Британія
Відповідно до вимог Європейського Союзу, річне навчання в медичних школах SEN було припинено. Відповідно до Проекту 2000 отримати професію медсестри можна, закінчивши 2-3 роки університетського навчання 